# Kazimierz (Oberglogau)
Kazimierz (deutsch Kasimir) ist ein Ort in der Stadt- und Landgemeinde Oberglogau im Powiat Prudnicki (Kreis Neustadt O.S.) der Woiwodschaft Opole in Polen.

## Geographie
Das Angerdorf Kazimierz liegt sechs Kilometer südlich von Oberglogau (Głogówek), 26 Kilometer östlich von Prudnik (Neustadt O.S.) und 50 Kilometer südlich von Opole (Oppeln) in der Nizina Śląska (Schlesische Tiefebene). Durch den Ort fließt die Straduna.
Ortsteile von Kazimierz sind der Weiler Anachów (Annahof) und das ehemalige Dorf Damasko, dem die Kolonie Langendorf eingegliedert war.
Nachbarorte von Kazimierz sind im Westen Góreczno (Bergvorwerk) und Szonów (Schönau), im Nordosten Grötsch (Grodzisko) und im Südosten Ciesznów (Teschenau).

## Geschichte

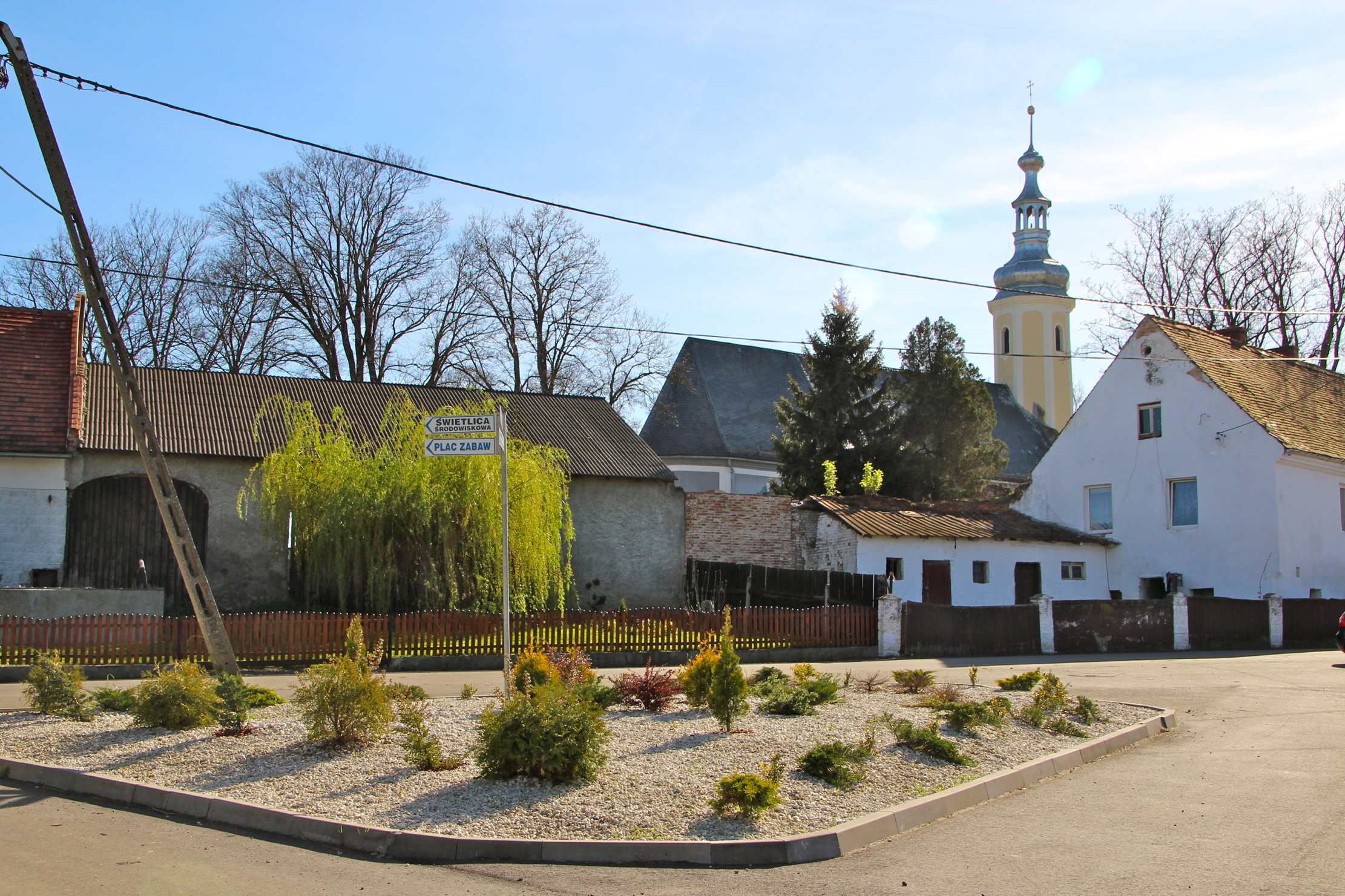
Dorfansicht mit Pfarrkirche

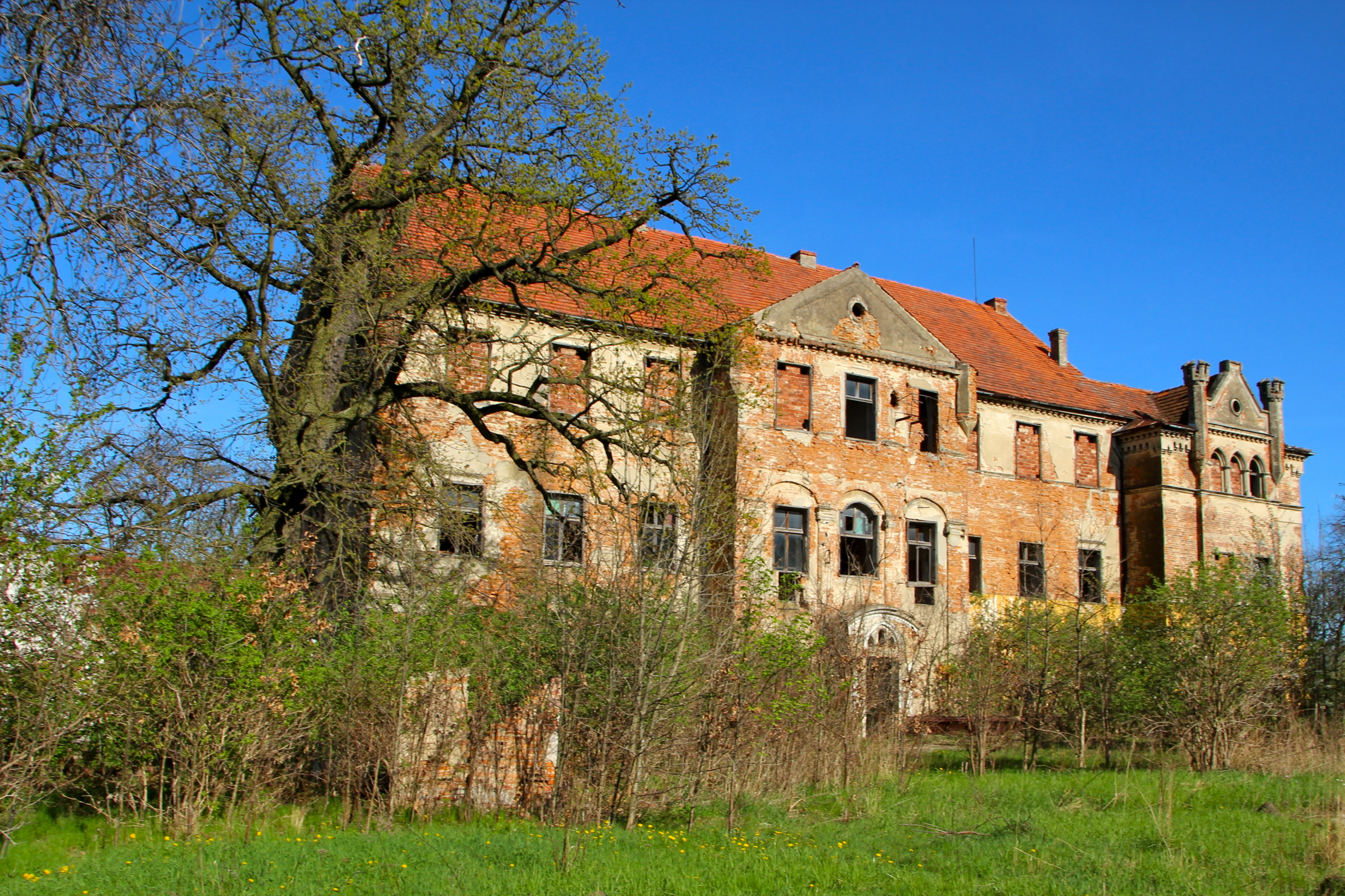
Propsteischloss Kasimir

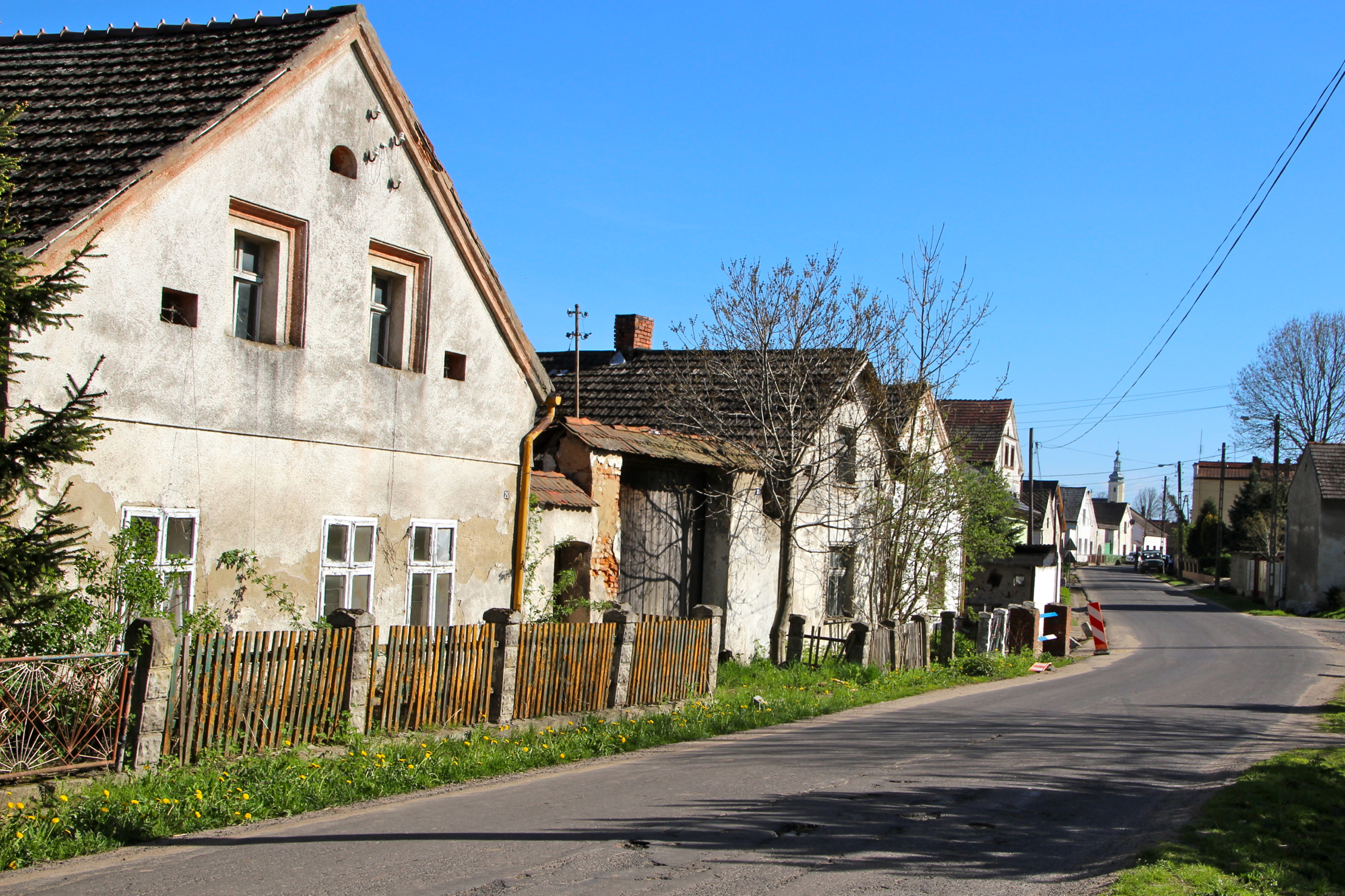
Ortsbild

Das Gebiet des heutigen Kazimierz im südwestlichen Zipfel des Herzogtums Oppeln schenkten die Oppelner Herzöge dem Zisterzienserstift Leubus. Der Ort selbst wurde vermutlich vom Oppelner Herzog Kasimir I. gegründet. Dessen Sohn Mieszko II. erteilte 1238 Kasimir die Genehmigung zur Ansiedlung von Deutschen. Bereits für das Jahr 1223 ist die Propsteikirche in Kasimir urkundlich nachgewiesen, die von den Zisterziensern betreut wurde.
Der Ort wurde als deutschrechtliche Stadt mit eigenem Schöffenstuhl ausgesetzt. So ist für das Jahr 1393 ein Schöffensiegel nachgewiesen, das den Buchstaben „K“ unter einer Krone und flankiert von zwei gekrönten Häuptern zeigt und damit Bezug nimmt auf den Ortsgründer Herzog Kasimir. Die unbefestigte Stadt wurde 1428 in den Hussitenkriegen zerstört und hatte danach als Dorf ihren Stadtcharakter eingebüßt. Mit der Reformation wurde die örtliche Pfarrkirche kurzzeitig evangelisch, bis die Gegend rekatholisiert wurde.
Kasimir gehörte zum Herzogtum Oppeln, das seit 1327 ein Lehen der Krone Böhmen war. Nach dem Tod des letzten Oppelner Herzogs Johann II. im Jahr 1532 fiel das Herzogtum als ein erledigtes Lehen durch Heimfall an Böhmen, dessen Landesherren seit 1526 die Habsburger in ihrer Eigenschaft als Könige von Böhmen waren. Nach dem Ersten Schlesischen Krieg fiel Kasimir 1742 mit dem größten Teil Schlesiens an Preußen. Nachfolgend wurde es dem Landkreis Neustadt O.S. eingegliedert.
Im Zuge der Säkularisation wurde das Kloster Leubus und mit ihm die Zisterzienser-Propstei Kasimir 1810 aufgelöst. Das Propsteischloss ging an die Familie von Prittwitz über, die dem Ortspfarrer, der bis dahin im Gutsschloss residiert hatte, 1819 ein Pfarrhaus baute und das Patronat über die ehemalige Propsteikirche übernahm. Nach der Neuorganisation der Provinz Schlesien gehörte die Landgemeinde Schönau ab 1816 zum Landkreis Leobschütz im Regierungsbezirk Oppeln. Kasimir bestand damals aus den Dorfteilen Gräflich Kasimir und Propstei Kasimir, die jeweils noch über einen Gutsbezirk verfügten. 1845 bestanden in Gräflich Kasimir 93 Häuser. Propstei Kasimir bestand im Jahr 1845 aus einer katholischen Pfarrkirche, einer katholischen Schule, einem Vorwerk und einem Schloss. 1861 waren alle Einwohner römisch-katholischer Konfession und überwiegend in der Landwirtschaft tätig. Bekannt war der Ort für seine Schafzucht. 1874 wurde der Amtsbezirk Damasko gegründet, zu dem die Landgemeinden Damasko und Kasimir sowie der Gutsbezirk Casimir gehörten. Erster Amtsvorsteher war der Rittergutsbesitzer Bernhard von Prittwitz in Probstei Casimir.
Bei der Volksabstimmung in Oberschlesien am 20. März 1921 stimmten in Kasimir 384 Personen für einen Verbleib bei Deutschland und 3 für Polen. Kasimir verblieb wie der gesamte Stimmkreis Leobschütz beim Deutschen Reich. 1923 wurde das Dorf elektrifiziert. 1933 zählte der Ort 1089 Einwohner, 1939 waren es 1078. Bis 1945 gehörte der Ort zum Landkreis Leobschütz. Am 14. März 1945 erfolgte ein erster Fliegerbombenangriff auf den Ort. Am 17. März erfolgte ein weiterer Fliegerangriff, bei dem zahlreiche Menschen ihr Leben verloren. Am 18. März um zwei Uhr nachts erfolgte der Befehl zur Räumung des Dorfes.
Als Folge des Zweiten Weltkriegs fiel Kasimir 1945 mit dem größten Teil Schlesiens an Polen. Es wurde in Kazimierz umbenannt und der Woiwodschaft Schlesien eingegliedert. Im Mai und Juni 1945 kehrte ein Teil der vor Kriegsende geflohenen deutschen Bevölkerung zurück nach Kasimir. Am 1. Juni erfolgte die Vertreibung, so dass im Gegensatz zu anderen Orten der Gemeinde Oberglogau in Kasimir nur wenige Angehörige der deutschen Minderheit verblieben sind. Deshalb gelten die zum 1. Dezember 2009 eingeführten zweisprachigen Ortsbezeichnungen in der Gemeinde nicht für Kazimierz. Die neu angesiedelten Bewohner waren Vertriebene aus Ostpolen (Głęboczek, heute Hlybochow bei Borschtschiw), das an die Sowjetunion gefallen war. Ein Großteil der vertriebenen Deutschen kam nach Bockenem in Niedersachsen. 1950 wurde Kazimierz der Woiwodschaft Oppeln eingegliedert. Seit 1999 gehört Kazimierz zum Powiat Prudnicki. Am Sonntag, 3. September 2023, fand das 800-jährige Bestehen des einstigen Zisterzienserortes Kasimir statt.

## Sehenswürdigkeiten

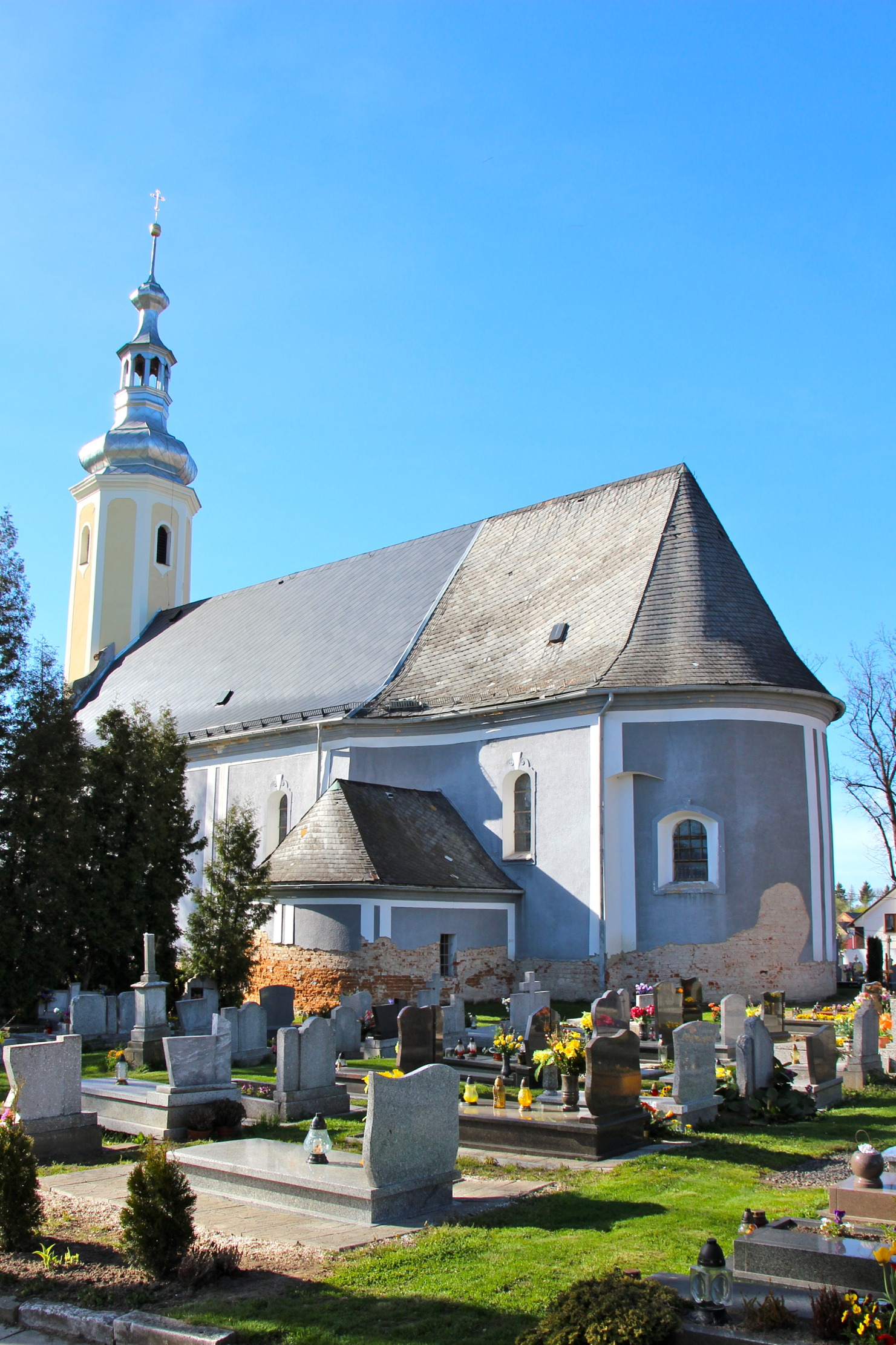
Pfarrkirche Mariä Himmelfahrt (2012)

- Die römisch-katholische Pfarrkirche Mariä Himmelfahrt (Kościół Wniebowzięcia Najświętszej Marii Panny) wurde 1755 im Barockstil errichtet. Das Hochaltarbild „Mariä Himmelfahrt“ wird der Schule Michael Willmanns zugeschrieben. Auf der Kirchendecke ist die Verkündigung Mariä dargestellt. Auf den Seitenaltären befand sich ursprünglich auf der Epistelseite ein Gemälde der hl. Anna und auf der Evangelistenseite die Kreuzigung Jesu auf einem Gemälde aus Holz. Die 1904 angeschafften Gemälde des Kreuzwegs stammen aus der Mayer’schen Hofkunstanstalt in München.[12] Zwischenzeitlich wurden die Seitenaltargemälde ausgetauscht. Auf einem Seitenaltar befindet sich die Schwarze Madonna von Tschenstochau auf dem anderen eine Herz-Jesus-Statue.[13]
- Die Berschdorfer Orgel in der Pfarrkirche Mariä Himmelfahrt wurde von der Neisser Orgelbaufirma Carl Berschdorf geliefert und am 24. November 1931 eingeweiht. Die Kosten von 9500 RM wurden von der Oberschlesischen Landgesellschaft in Oppeln zu 2/3 und zu 1/3 durch Kollekten aus der Kirchengemeinde unter Pfarrer Edmund Scholz und Gemeindeoberhaupt Josef Fröhlich bezahlt. Zur Pfarrgemeinde Kasimir gehörten damals die Ortschaften Kasimir, Berndau und Thomnitz. Im Jahre 2015 wurde die dringend erforderliche Orgelrenovierung durchgeführt.[14]
- Das Wappen der Äbte von Leubus über dem Seiteneingang der Pfarrkirche Mariä Himmelfahrt. Die Initiale „G.A.L.“ bedeuten Gabriel Abt von Leubus (letzter Vorsteher des Klosters Leubus, dem die Probstei Kasimir sechs Jahrhunderte angehörte). Die Jahreszahl 1799 weist auf die Wiedereinweihung der Pfarrkirche Mariä Himmelfahrt nach dem großen Brand von 1796 hin.[15]
- Lapidarium deutscher Grabsteine seit 2022 auf dem Friedhof der Pfarrkirche Mariä Himmelfahrt.[16]
- Das Denkmal für die Gefallenen des 1. Weltkrieges aus Kasimir, einst entlang der Dorfstraße, befindet sich (soweit erhalten) seit 2022 auf dem Friedhof der Pfarrkirche Mariä Himmelfahrt.[17]
- Das Schloss Kasimir (auch Propsteischloss Kasimir, polnisch Pałac Kazimierz), das Schloss der Familie von Prittwitz (ehem. Zisterzienserpropstei), stammt aus der ersten Hälfte des 19. Jahrhunderts, eventuell mit Ursprüngen im 16. Jahrhundert.[18] Der dreigeschossige Schlossbau auf rechteckigen Grundriss entstand teilweise in neogotischen Formen. Das Gebäude steht heute leer und verfällt.[19]
- Ruinöses Mausoleum der Familie von Prittwitz.
- Ruine der alten Mühle.
- Steinerne Wegkreuze.

## Vereine
- Freiwillige Feuerwehr OSP Kazimierz
- Fußballverein LKS Partyzant Kazimierz

## Persönlichkeiten

### Söhne und Töchter des Ortes
- Bernhard von Prittwitz und Gaffron (1845–1923), preußischer Rittmeister, Landesältester von Oberschlesien

### Weitere mit Kasimir verbundene Persönlichkeiten
- August Froehlich, NS-Widerstandskämpfer, dessen Großfamilie aus Kasimir stammte. Sein Ururgroßväter waren Anton Fröhlich (1765 – 10. März 1822), Langendorf und Anton Wawrzick/Wawersig (1749 – 24. Oktober 1837, Damasko)[20]

## Einwohnerentwicklung
Die Einwohnerzahlen von Kasimir nach dem jeweiligen Gebietsstand (einschließlich des Gutsbezirks):
| Jahr | Einwohner |
| ---- | --------- |
| 1844 | 523       |
| 1855 | 510       |
| 1861 | 535       |
| 1910 | 753       |
| 1933 | 1.089     |
| 1939 | 1.078     |